# Манциана
Манциа̀на (на италиански: Manziana) е градче и община в Централна Италия, провинция Рим, регион Лацио. Разположено е на 369 m надморска височина. Населението на общината е 6951 души (към 2010 г.).